# Annette Swoboda
Annette Swoboda (* 1962) ist eine deutsche Buch-Illustratorin.

## Leben
Sie wuchs an der Bergstraße in Lützelsachsen nahe Heidelberg auf, zog nach dem Abitur nach Aix-en-Provence in Frankreich, wo sie an der Université der Provence Arts Plastiques studierte. Im Anschluss folgte ein Grafik-Design-Studium mit Schwerpunkt Illustration an der Fachhochschule für Gestaltung in Mannheim. Für ihre Abschlussarbeit illustrierte sie ein balinesisches Märchen.
Dem Diplom 1988 folgte die Veröffentlichung ihrer Diplomarbeit „Rajapala. Eine balinesische Erzählung“ und erste Illustrationsarbeiten im Bereich Kinder- und Bilderbuch. Seitdem ist sie freiberuflich für namhafte Kinderbuchverlage tätig (Boje, Carlsen, S.Fischer, Herder, Jumbo, Loewe Verlag, Oetinger Verlag, Random House CBJ, Rowohlt Rotfuchs, Verlag Sauerländer, Thienemann Verlag).
Swoboda illustriert sowohl eigene Texte („Dudu findet einen Freund“, „Der kleine Gott und die Tiere“) als auch die Geschichten bekannter Autoren. In der Liste der von ihr illustrierten Autoren finden sich Cornelia Funke, James Krüss, Paul Maar, Christine Nöstlinger oder Otfried Preußler.
Annette Swoboda lebt heute mit ihrer Familie auf einem Hof in der friesischen Wehde.

## Übersetzungen
Übersetzungen der von Swoboda illustrierten Bücher erschienen in Brasilien, Dänemark, Estland, Frankreich, Griechenland, Großbritannien, Italien, Katalonien, Korea, Liechtenstein, Litauen, den Niederlanden, Norwegen, Polen, Russland, Rumänien, Schweden, Slowenien, Spanien, Südkorea, Taiwan, der Türkei, den USA und der Volksrepublik China.

## Auszeichnungen
- 2000: „Pädagogisch wertvolles Bilderbuch“. Die Empfehlungsliste 2000 für „Millis ungeheures Geheminis“ und für „Ein Wunsch für Rudi“ (Text, Angelika Glitz)
- 2001: „Die 10 Bremer Besten Bücher 2001“ für „Prinz Franz total verliebt“ (Text Angelika Glitz), ISBN 978-3-522-43459-1.
- 2002: „Eulenspiegelpreis der Stadt Schöppenstedt“ für „Ein Wunsch für Rudi“ (Text: Angelika Glitz).
- 2013: „Die hundert Besten - 54. Münchner Bücherschau“ für „BEN“ (Text: Oliver Scherz), ISBN 978-3-522-18591-2.
- 2014: „Leipziger Lesekompass“ für „BEN“, (Text: Oliver Scherz)
- 2020: „EXTRABLATT Lyrik für Kinder und Jugendliche“ Jury „Buch des Monats“ der Deutschen Akademie für Kinder- und Jugendliteratur für „Winkel, Wankel, Weihnachtswichte“ (Text: Andrea Schomburg)[9]

## Teilnahme an Ausstellungen
- 1994  „Annual Illustrators Exhibition“, Kinder- und Jugendbuchmesse, Bologna
- 1995  „Annual Illustrators Exhibition“, Itabashi Art Museum, Tokyo
- 2001  „Bären! Ausstellung internationaler Kinderbuchillustratoren“, Folkwangschule Essen-Werden
- 2003  „Ganz schön was los!“ – 13 deutsche Illustratoren/Autoren der „neuen Generation“, Goethe-Institut Nancy
- 2003 „Pildi jõud“ – Tallinna illustratsioonide triennaal ('Power of pictures' -Tallinn Illustrations Triennial), Estonian Graphic Designers’ Association Tallinn[10]
- 2004–05 „Aus Bildern werden Bücher – 10 Jahre Fischer Schatzinsel“, Ausstellung zum 10-jährigen Jubiläum der Fischer Schatzinsel, Franck-Haus, Marktheidenfeld
- 2015 „Wenn die Möpse Schnäpse trinken – Illustrationen zu James Krüss“, Internationale Jugendbibliothek München
- 2020–23 „Räuber Hotzenplotz,  Krabat und Die kleine Hexe - Otfried Preußler - Figurenschöpfer und Geschichtenerzähler“, Ludwiggalerie Schloss Oberhausen
- geplant für Herbst 2022  Einzelausstellung gesammelter Werke, Villa Böhm in Neustadt an der Weinstraße

## Film und Theater
Einige der von Annette Swoboda illustrierten Geschichten wurden für ZDF und ARD als Kinderfilme produziert:
- „Der Marmeladenkönig“ (Text und Musik: Pit Baumgartner), „Millis ungeheures Geheimnis“ (Text: Angelika Glitz)

oder als Theaterstück umgesetzt:
- „Toll gemacht, Dudu!“ (Text: M. Niesen / C. Gieseler), Kindererzähltheater von Niels Kaiser[11]
- „Ein Wunsch für Rudi“ (Text: Angelika Glitz), Puppenspiel der Wolfsburger Figurentheater Compagnie[12]
- „Ein Wunsch für Rudi“ (Text: Angelika Glitz), Puppenspiel des Schleswig-Holsteinischen Landestheaters[13]
- „Eiweissheiten“ (Text: Ulrike Kuckero), musikalisches Märchen von Elisabeth Ragl, Brucknerhaus Linz[14]